# COSMODE
COStume MODE Magazine (COSMODE) is een Japanstalig tijdschrift over cosplay. Elke editie bevat kleurfoto's van cosplayers op conventies en andere evenementen. Het bevat ook informatie en tips over het maken van kostuums, haarstijl, make-up en andere cosplay gerelateerde tips.
In 2008 werd COSMODE Online, een digitale Engelse versie van COSMODE, gecreëerd als reactie op de groeiende cosplaycultuur.